# Junior Delgado
Junior Antonio Delgado Solís (ur. 24 września 1993 w Limón) – kostarykański piłkarz pochodzenia nikaraguańskiego występujący na pozycji prawego obrońcy, od 2024 roku zawodnik nikaraguańskiego Realu Estelí.